# Савченко Степан Володимирович
Степа́н Володи́мирович Са́вченко (16 грудня 1889, Чернігівщина — 16 січня 1942, Ташкент) — український літературознавець доби Розстріляного відродження; перекладач-франкофон, етнограф.

## Біографія
Родом з Чернігівщини. Закінчив Київський університет (1913), з 1917 року — його викладач, з 1925 року — професор романської філології, з 1933 року — керівник катедри.
Праці:
- «Русская народная сказка» (1914),
- «Происхождение романских языков» (1916),
- «Шевченко і світова література» (1939).

Також статті і передмови до видань творів Анатоля Франса, Ж. Бедьє, Ромена Ролляна, Бляско Ібаньєса та інших.
Редактор 10-томового видання творів Ґі де Мопасана українською мовою (1927—1930), збірнику перекладів «Французькі класики XVII століття» (пер. Максим Рильський) (1931).
Дописував до журналу УАН «Етнографічний вісник».
Помер на 53-му році життя 16 січня 1942 року, на примусовій евакуації у Ташкенті, від висипного тифу.